# مقاطعة هتشسون (تكساس)
مقاطعة هتشسون (بالإنجليزية: Hutchinson  County)‏ هي إحدى المقاطعات في ولاية تكساس، الولايات المتحدة الأمريكية.